# D’espairsRay
D’espairsRay – japoński zespół visual kei. Tworzą szeroko pojętą muzykę rockową.
Zaczynali jako grupa dość wyraźnie identyfikująca się ze sceną visual kei, i choć do tej pory są jej częścią, ich wizerunek stał się nieco bardziej stonowany. Kiedyś w ich strojach często pojawiał się lateks, odważne wyraźne kolory czy kontrastujące wzory, obecnie preferują wygląd znacznie bardziej elegancki, wampiryczny, w prostych kolorach.
Dotychczas wydali cztery albumy – Coll:set w 2005 roku, Mirror w 2007, Redeemer w 2009 oraz Monsters w 2010 roku. W swoim dorobku posiadają także trzy mini-albumy. Wydali również kilkanaście singli. Piosenki są wykonywane w języku japońskim oraz angielskim.
W 2011 roku grupa została rozwiązana.

## Członkowie
- HIZUMI – wokal
- Karyu – gitara elektryczna
- ZERO – gitara basowa
- TSUKASA – perkusja

## Dyskografia

### Albumy
- Coll:set (2005)
- Mirror (2007)
- Redeemer (2009)
- Immortal (2009)
- Monsters (2010)
- antique (2011)

### EP
- Terrors (2001)
- Sexual Beast (2002)
- Born (2004)

### Single
- Kumo (蜘蛛, 2000)
- Genwaku (眩惑, 2001)
- Sixth Terrors (2001)
- Ori no Naka de Miru Yume (檻の中で見る夢, 2002)
- Itanji (異端児, 2003)
- Maverick (2003)
- Gärnet (2003)
- Gemini (2004)
- Kogoeru Yoru ni Saita Hana (凍える夜に咲いた花, 2006)
- Squall (2007)
- Brilliant (2008)
- Kamikaze(2008)
- Horizon (2008)
- Final Call (2009)
- Love is Dead (2010)

### DVD
- Ura Video (裏ビデオ, 2002)
- Murder Day Live (2004)
- The World Outside the Cage (2006)
- Liquidize (Live Tour 06) (2006)
- Spiral Staircase #15 (2007)
- 10th Anniversary Live Closer to ideal -Brand new scene- (2009)

### Dema
- [Ao] ([蒼], 1999)
- ｢S｣yste｢M｣ (2000)
- Sakura (さくら, 2000)
- RAZOR (2000)
- Ura Mania Theater (裏マニアシアター, 2002)